# Plan Comptable Général
Der Plan Comptable Général (Deutsch: Allgemeiner Kontenplan; kurz: PCG) sind die Rechnungslegungsvorschriften der französischen Aufsicht für Buchhaltungsstandards (Autorité des normes comptables; kurz: ANC). Er ist gültig für alle in Frankreich ansässigen Unternehmen und regelt die Darstellungsweise ihrer Jahresabschlüsse, Bilanzen, Gewinn- und Verlustrechnungen, Berichte und Anhänge. Die ANC wurde 2009 als Nachfolger der bisherigen Rechnungslegungsvorschriften Conseil national de la comptabilité (kurz: CNC) und Comité de la réglementation comptable (kurz: CRC) definiert. In den wenigsten Ländern der Erde werden Kontenrahmen von der Regierung erlassen.

## Europäischer Vergleich
Im deutschen HGB ist lediglich ein Mindestumfang an Informationen für die Berichtsteile eines Jahresabschlusses definiert. Diese Anforderungen werden von Softwareanbietern für Rechnungslegung wie der DATEV umgesetzt. Die gängigsten Kontenrahmen SKR 03 und 04 kennen hierbei zehn Kontenklassen. In Abweichung dazu, sind im französischen PCG  acht Klassen definiert.
Interessant aus deutscher Sicht sind die zahlreichen Kontenklassen für Mitarbeiterbeteiligungsprogramme. Diese sind in Deutschland bis heute nur mühsam und mit steuerlichen Nachteilen umsetzbar. Mehrere Reformansätze haben hier bisher keine Lösung gefunden.
Auch die Lieferanten- und Kundenkonten weisen eine Besonderheit auf: Da im PCG alle Kundenforderungen und -verbindlichkeiten in einem Aktivkonto geführt werden, ist es rechnerisch möglich, dass ein solches Konto einen negativen Salso ausweist. Dies geschieht dann, wenn ein Lieferant mehr Anzahlungen erhalten hat, als ihm das Unternehmen noch für offene Rechnungen schuldig ist. Nach deutschem HGB würde in diesem Fall entweder ein aktiver (für Anzahlungen) oder passiver (für erhaltene Anzahlungen) Rechnungsabgrenzungsposten gebildet.
Das summarische Verbuchen von Eventualverbindlichkeiten in die 8. Kontenklasse ist im deutschen HGB ebenfalls nicht vorgesehen. Diese Informationen sind entweder gar nicht Bestandteil des deutschen Jahresabschlusses oder in den Anhängen zu erläutern. Ebenfalls sind hier Leasingverbindlichkeiten aufzuführen. Nach IFRS sind diese Angaben erst seit 2019 im Rahmen von IFRS 17 anzugeben. Im deutschen HGB gibt es hierzu keine gesonderte Regelung. Hier sind Leasingverbindlichkeiten erst mit Fälligkeit als Aufwand in der Gewinn- und Verlustrechnung zu verbuchen, aber nicht in Summe in Bilanzkonten erfasst.
Die Ertragssituation ist im französischen PCG zudem sehr detailliert darzustellen. Ein möglichst genaues Bild der Margenbildung soll möglich sein. Hierzu steht im Kontrast das deutsche HGB, das kleinen und mittelgroßen Unternehmen sogar gestattet, nur den Rohertrag ohne darüberliegende Umsätze auszuweisen. Eine Wahlmöglichkeit nach Umsatz- oder Gesamtkostenverfahren wie im deutschen HGB gibt es im PCG nicht. Es wird ausschließlich das Gesamtkostenverfahren angewendet. Im IFRS wird fast ausschließlich das Umsatzkostenverfahren angewandt.
Die Kapitalkonten sind in ihrer Anordnung wie im deutschen HGB sortiert. So erfolgt zunächst das Eigenkapital, dann folgenden Verbindlichkeiten. In IFRS sind die Kapitalkonten nach der Reihenfolge ihrer Bedienbarkeit aufgegliedert: Zuerst kurzfristige Verbindlichkeiten, dann langfristige Verbindlichkeiten und dann das Eigenkapital.
Man kann das französische PCG in Summe als einschränkender und mit weniger Wahlrechten als das deutsche HGB betrachten. Diese Einschränkung bedeutet andererseits jedoch auch eine erhöhte Vergleichbarkeit zwischen Firmen in Frankreich: Da alle Firmen denselben Kontenrahmen vorgeschrieben haben, können auch Kennziffern über alle Firmen in Frankreich standardisiert verglichen werden. Dies vereinfacht das Kreditrating für Banken und Ratingagenturen.

## Kontoklassen
Die Klassen 1–5 sind Bilanzkonten, die Klassen 6 und 7 sind Erlöskonten. Konto 8 dient nur der Informationsgewinnung.

### Klasse 1: Kapitalkonten
Die Kapitalkonten umfassen das Eigenkapital sowie Verbindlichkeiten, die zusammen die Bilanzsumme des Unternehmens ergeben:
- Gezeichnetes Kapital und Rücklagen
- Ergebnisvortrag, unterteilt in zwei Konten Gewinnvortrag (Guthaben) und Gewinnvortrag (Sollsaldo)
- Ergebnis des Geschäftsjahres (erfasst die Aufwandskonten und die Ertragskonten für das Geschäftsjahr)
- Investitionszuschüsse
- Provisionen (Definition wie in IFRS im Sinne eines Steuervorteils)
- Rückstellungen
- Kredite und ähnliche Verbindlichkeiten
- Mit Beteiligungen verbundene Schulden
- Konten von verbundenen Unternehmen (Bewertung von erhaltenen Produkten ohne Transferpreis)

### Klasse 2: Sachkonten
Die Sachkonten umfassen:
- Immaterielle Vermögenswerte
- Anlagevermögen und Anlagevermögen unter Konzession, d. h. dingliche Rechte an unbeweglichen Sachen
- Im Aufbau befindliches Anlagevermögen
- Anteile an verbundenen Unternehmen
- Forderungen im Zusammenhang mit Beteiligungen
- Sonstiges Finanzvermögen
- Abschreibungen des Anlagevermögen
- Rückstellungen mit Bezug zum Anlagevermögen

### Klasse 3: Bestandskonten und Work-in-Progress Konten
Die Bestandskonten umfassen:
- Roh-, Hilfs- und Betriebsstoffe
- Andere Vorräte
- Unfertige Waren
- Unfertige Dienstleistungen
- Produktbestand
- Vorräte des Anlagevermögen
- Waren die unterwegs sind oder auf Kommission ausgegeben wurden
- Abschreibungen auf Vorräte

### Klasse 4: Drittkonten
Forderungen und Verbindlichkeiten im Zusammenhang mit nicht ausschließlich finanziellen Transaktionen, die in der Regel kurzfristig getätigt werden:
- Lieferantenkonten inkl. Anzahlungskonten
- Kundenkonten inkl. Verbindlichkeiten
- Personalkonten wie z. B. Mitarbeiterbeteiligungen, Rückstellungen für Urlaubszahlungen
- Sozialversicherungsbeiträge
- Staatliche Zahlungskonten wie z. B. Steuern und Abgaben
- Konzernverrechnungskonten
- Weitere Schuldnerkonten z. B. Forderungen aus dem Verkauf von Wertpapieren außerhalb des regulären Firmenzwecks
- Suspense-Konten wie z. B. Währungsdifferenzen oder Kurssicherungsmaßnahmen (CDS, Derivate)
- Anpassungskonten
- Wertminderungen von Drittkonten

### Klasse 5: Finanzkonten
Finanzkonten erfassen die Bewegungen von Bargeld, Wertpapieren, Schecks, Coupons und alle Transaktionen die mit Finanzintermediären durchgeführt werden:
- Marktfähige Wertpapiere
- Bankkonten sowie auch Gutscheine, Wechsel, Postschecks, Kontokorrentkredite, Zinsen
- Schatzanweisungen
- Barkasse
- Akkreditive
- Innenüberweisungen
- Wertminderungen von Finanzkonten

### Klasse 6: Ausgaben
Die Ausgabenkonten umfassen alle Unterkonten, die im laufenden Geschäftsjahr eine Ausgabe erzeugen. Die sind die normale Geschäftstätigkeit des Unternehmens, negative Veränderungen im Bestand der Finanzkonten, außergewöhnliche Ausgaben sowie Mitarbeiterbeteiligungen und Einkommenssteuern. Die Kontenklassen sind:
- Wareneinkäufe
- Externe Dienstleistungen
- Besondere, externe Dienstleistungen wie z. B. Personal auf Zeit, Makler, Reisen und Empfänge
- Steuern und Abgaben
- Personalkosten
- Laufende Verwaltungskosten
- Finanzielle Belastungen wie Zinsen und Kreditverluste
- Außergewöhnliche Gebühren wie Spenden, Sanktionen und Strafzahlungen
- Erhöhungen von Abschreibungen und Rückstellungen
- Gewinnbeteiligungen von Arbeitnehmern

### Klasse 7: Ertragskonten
Alle Erträge und Einnahmen aus der originären Geschäftstätigkeit des Unternehmens sowie Sondererlöse:
- Verkauf von fertigen Produkten und Erbringung von Dienstleistungen
- Bestandsveränderungen an unfertigen Erzeugnissen
- Kapitalisierte Produktion
- Sondereinnahmen wie z. B. Vermietungstätigkeiten außerhalb des Geschäftszwecks
- Erträge aus Beteiligungen und andere Finanzeinnahmen
- Außergewöhnliche Einnahmen wie z. B. Spenden oder Zuschüsse
- Auflösungen von Rückschreibungen
- Gebühren

### Klasse 8: Sonderkonten
Die Klasse 8 wird verwendet, um die Schuld- und Sonderschuldverhältnisse wie z. B. Eventualverbindlichkeiten darzustellen und werden im Anhang erläutert:
- Unternehmensgarantie z. B. ausstehende Leasingzahlungen
- Erhaltene Zusagen und Bürgschaften
- Bilanzzahlen wie z. B. die Summe einer Eröffnungsbilanz

### Klasse 9: Entfallen
Die ehemalige Klasse hat bis 1982 die komplexen Vorgaben für die Erlösrechnung vorgegeben, existiert heute aber nicht mehr.